# Massif du Mézenc
Le massif du Mézenc est un massif montagneux situé dans le Massif central aux limites des départements de l’Ardèche et de la Haute-Loire, constituant une région naturelle française. Son point culminant est le mont Mézenc, dont les deux sommets, Sud et Nord, sont respectivement les plus hauts de l'Ardèche à 1 753 mètres et de la Haute-Loire à 1 744 mètres d'altitude.

## Toponymie
Le massif du Mézenc séparait deux peuples celtes : les Vellaves et les Helviens. Cette situation est sans doute à l'origine de son nom qui est un dérivé du mot pré-latin mège, comme d'autres frontières primitives telles que Mèje, Mèjane, Montmège, Montméa, Medze, Mezenc, etc.
Le point culminant de ce massif s'appelle le Puei-Vuei. Ce n'est que vers le milieu du XVIIIe siècle qu'on a commencé à appeler le Puei-Vuei mont Mézenc, notamment sous l'influence du volcanologue Montilien Barthélemy Faujas de Saint-Fond.

## Géographie

### Situation
Le massif du Mézenc est situé à la limite des deux départements de l’Ardèche et de la Haute-Loire et des anciennes provinces du Vivarais et du Velay. Il est entouré par les régions naturelles suivantes :
- au nord par les monts du Haut-Vivarais
- à l’ouest par le massif du Meygal ;
- au sud par le plateau ardéchois ;
- à l’est par le massif des Boutières qui le prolonge et forme avec lui la majeure partie des monts du Vivarais.

Le massif est intégré pour une large part dans le parc naturel régional des Monts d'Ardèche.
Le fait d’être partagée entre deux départements, anciennement deux régions administratives, deux anciennes provinces, deux traditions différentes (catholique et protestante), d’être éloignée des grands axes de communication et de ne pas avoir de centre urbain important a contribué à ce que cette région soit peu connue et n’ait pas une identité très affirmée. C’est toutefois un ensemble géographique clairement différencié.

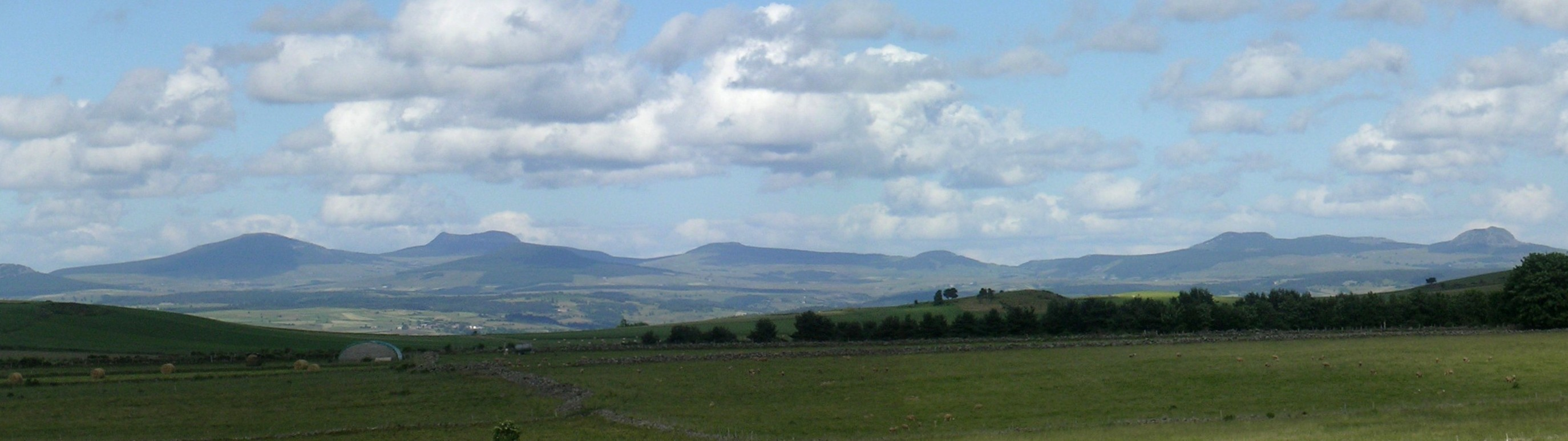
Vue sur le massif du Mézenc depuis les monts du Devès. Au centre, le mont Mézenc et à l'extrême droite le suc de Montfol.

### Topographie

#### Sommets principaux

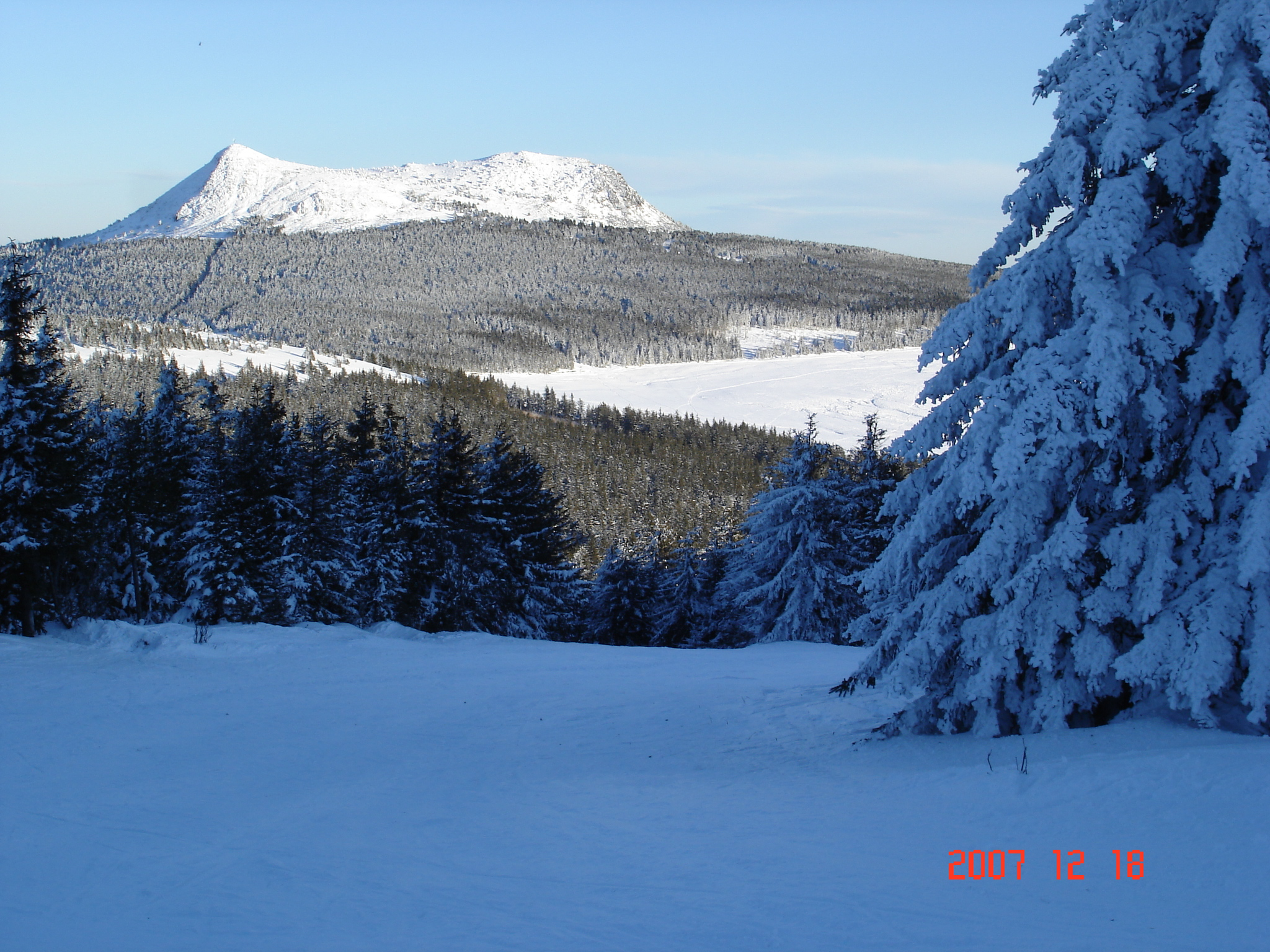
Le mont Mézenc.

Le plus haut sommet du massif est le mont Mézenc qui a deux pics, le plus élevé, situé au sud en Ardèche culmine à 1 753 m, tandis que le second culmine à 1 744 m et se trouve en Haute-Loire. Mais le sommet le mieux connu est certainement le mont Gerbier-de-Jonc, où se situe la source de la Loire.
Voici la liste des principaux sommets du massif :
- Mont Mézenc ou Puei-Vuei 1 753 mètres
- Mont d'Alambre 1 691 mètres
- Chaulet 1 622 mètres
- Suc de Taupernas 1 602 mètres
- Suc de Montfol 1 594 mètres
- Suc de la Lauzière 1 582 mètres
- Mont Gerbier-de-Jonc 1 551 mètres
- Rocher Tourte 1 535 mètres
- Suc de Séponet 1 534 mètres
- Les Coux 1 531 mètres
- Le Sépoux 1 530 mètres
- Suc de Sara 1 521 mètres
- Suc d'Ourseyre 1 489 mètres
- Mont Signon 1 455 mètres
- Rocher des Pradoux 1 440 mètres
- Rocher des Baux 1 433 mètres
- Roche du Bachat 1 423 mètres
- Rocher d'Aiglet 1 411 mètres
- Suc de Touron 1 381 mètres
- Roches de Borée 1 315 mètres

### Géologie
À l’ère Tertiaire (Miocène), le plissement alpin a fracturé le socle hercynien du Massif central. Le long des lignes de fractures, des volcans sont apparus en plusieurs étapes jusqu’à l’ère Quaternaire. C’est le cas des volcans du massif du Mézenc. Les sucs de Sara, le suc de Touron, le mont Gerbier-de-Jonc et le mont d’Alambre sont des volcans de type péléen. Ils ont une forme de dôme caractéristique et la roche qui les constitue est essentiellement de la phonolite. Le mont Mézenc a deux sommets. Il est né de plusieurs poussées de magma. Au sud, le cirque des Boutières est un cratère égueulé après une explosion volcanique.

### Hydrographie
La Loire prend sa source dans le massif. Celui-ci forme la ligne de partage des eaux avec le bassin du Rhône.

### Climat
La région subit un climat montagnard marqué. En hiver les forêts et pâtures sont balayées par la burle, nom local du blizzard.

### Faune et flore
Les principaux milieux naturels du Mézenc sont les hêtraies, les pelouses, les landes et les tourbières. La flore est riche et rare. On y compte une trentaine d’espèces protégées.

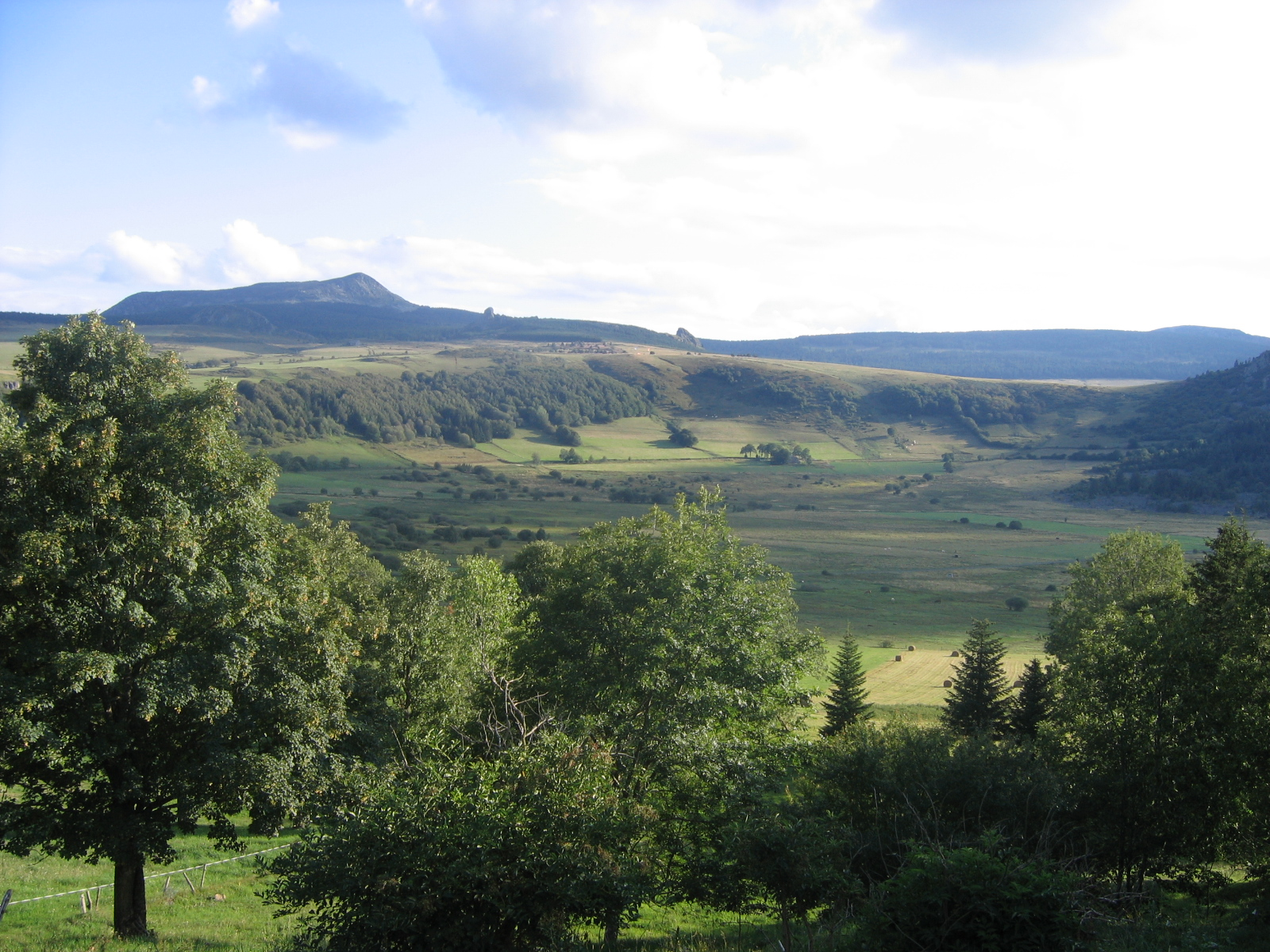
Le mont Mézenc depuis la commune de Chaudeyrolles.

### Population
Le massif est peu peuplé, avec seulement 4 200 personnes y vivant à l'année, soit 9 habitants au km². Cette population a fortement décliné tout au long du XXe siècle, ayant notamment baissé d'un tiers entre 1975 et 1990. Aujourd'hui elle tend à se stabiliser.

## Histoire
La palynologie atteste que la culture des céréales remonte au Néolithique final, vers 2500 av. J.-C. Au cours de l'Antiquité, le massif constitue la frontière entre les cités gallo-romaines d'Alba et de Saint-Paulien, tandis qu'au Moyen Âge, il sépare les diocèses de Viviers (en Ardèche) et du Puy (en Haute-Loire).
La forêt du Mézenc, établie à la fin du XIXe siècle, est un exemple typique de forêt RTM, ayant pour objectif de stabiliser et de restaurer les sols en pente.
Pendant la Seconde Guerre mondiale, le massif a été un refuge pour des enfants traqués par les forces nazies et leurs collaborateurs, devenant ainsi un bastion de résistance civile.

## Activités

### Agriculture
L'agriculture est une activité très importante dans le massif, puisqu'elle concerne un actif sur deux. On compte 650 exploitations en 1988, et certainement environ 400 aujourd'hui, qui exploitent 22 000 ha de terres agricoles, 95 % de cette surface étant couvert par des prairies permanentes. Cette agriculture est exclusivement tournée vers l'élevage, avec principalement des bovins allaitants (18 000 bovins), mais aussi des vaches laitières (environ 6 000) et des moutons. L'agriculture permet de maintenir les paysages ouverts constitués de pâturage et de prairies de fauche.
Le climat hivernal très rude de la région accélère la déprise agricole. Les friches et les forêts naturelles ont tendance à se développer.
Les éleveurs bovins bénéficient d'une appellation de qualité dans la région : l'AOC Fin gras du Mézenc, faisant partie des quatre AOC de viande bovine en France. En 2013, cette appellation était produite par 80 éleveurs de la montagne ardéchoise et de la Haute-Loire.

### Tourisme
Après l'agriculture, la seconde activité majeure sur le massif est le tourisme.
Le plateau du Mézenc constitue un vaste espace de ski nordique. Une petite station de ski, tant de descente que de fond, est installée aux Estables. On y skie sur le mont d'Alambre et aux abords du Mézenc. C'est également le point de départ de la traversée de la montagne ardéchoise, une randonnée qui peut s'effectuer à skis.
Le mont Gerbier-de-Jonc est particulièrement populaire et il est visité par environ 300 000 personnes chaque année.
La région est parcourue par les sentiers de grande randonnée GR 7, GR 73 et GR 40 et de petite randonnée PR58 et PR205.
La chartreuse de Bonnefoy comprenait de très grands bâtiments. Elle fut détruite en 1653 par un incendie. Il reste aujourd’hui la maison du prieur et le clocher.
Ce sont pas moins de 14 000 lits qui sont réalisés sur le massif pendant les saisons touristiques.

### Protection environnementale
Le site du massif du Mézenc a été classé au titre de la loi du 12 mai 1930 en raison de son grand intérêt paysager. L’aspect des lieux ne peut être modifié qu’avec l’autorisation du ministère de l’environnement et du préfet. Il couvre les communes du Béage, de Borée, de La Rochette, de Chaudeyrolles, des Estables, et de Saint-Front soit une superficie totale de 4 300 hectares. La partie ardéchoise du site est incluse dans le parc naturel régional des Monts d'Ardèche.
C'est également une réserve biologique domaniale.

## Dans la culture
Le massif du Mézenc est peu évoqué dans la littérature avant le XVIIIe siècle. Cependant, au cours des XVIIIe et XIXe siècles, il a attiré l'attention de voyageurs, de savants botanistes, de géologues, de géographes et de membres de sociétés savantes qui ont entrepris de le décrire pour leurs contemporains.
Parmi ces observateurs, Aimé Giron décrit ainsi la région des Estables : « Elle a une réputation détestable d’intempéries, d’ignorance et de dénuement. […] Les maisons basses, coiffées de lauses ou de chaumes, semblent s’accroupir de froid contre la terre ; […] C’est un village lapon transplanté dans le Velay. » Ou encore George Sand, qui dans son carnet d'excursion, narre son voyage aux Estables en juin 1859 : « C’est ici un pays sans chemins et sans guides, sans aucune facilité de communication, et où il faut conquérir toutes ses découvertes au prix du danger et de la fatigue. Les gens qui l’habitent ne le connaissent pas plus que les étrangers. Je trouve ici une race très caractérisée qui est en harmonie avec le sol qui la porte : maigre, sombre, rude et comme anguleuse dans ses formes et dans ses instincts […] »